# Volný pád (film, 2013)
Volný pád (v originále Freier Fall) je německý hraný film z roku 2013, který režíroval Stephan Lacant podle vlastního scénáře. Film popisuje milostný vztah dvou policistů. Snímek měl světovou premiéru na Mezinárodním filmovém festivalu Berlinale 6. února 2013. V ČR byl uveden v roce 2014 jako zahajovací film na festivalu Febiofest. Film se natáčel v okolí Ludwigsburgu.

## Děj
Marc Borgmann je 36letý policista, příslušník speciální zásahové jednotky, který žije se svou těhotnou přítelkyní Bettinou. Právě se nastěhovali do domu jeho rodičů. Na školení se seznámí s policistou Kayem Engelem, který se mu snaží citově přiblížit. Marc jej nejprve odmítá a pokouší se svou nově zjištěnou homosexualitu ignorovat a vrátit se ke svému dosavadnímu životu. Kay se ale nechá přeložit do Marcovy skupiny a začne jejich vztah. Pro Marca je to doba neustálého lavírování mezi jeho starým životem a novým vztahem. Bettina tuší, že něco není v pořádku. Když se Marcovi narodí syn, Kayovi se straní. U policejní jednotky vyjde najevo, že Kay je gay, což pro něho znamená skryté i otevřené útoky kolegů. Rovněž Marcova matka zjistí, že její syn má poměr s kolegou od policie. Jejich vztah tak i přes veškeré utajování vyjde najevo. Bettina Marca nejprve opouští, posléze se zase vrátí, ale ani jeden z nich neví, jak se se situací vyrovnat. Protože se Marc nemůže a nechce odhodlat k definitivnímu oddělení od svého dosavadního života, Kay ho opustí a odchází z jednotky pryč. Marc tak ztrácí poslední oporu. Teprve teď si uvědomuje, jak je pro něj Kay důležitý.

## Obsazení
| Hanno Koffler       | Marc Borgmann     |
| Max Riemelt         | Kay Engel         |
| Katharina Schüttler | Bettina Bischoff  |
| Oliver Bröcker      | Frank Richter     |
| Stephanie Schönfeld | Claudia Richter   |
| Britta Hammelstein  | Britt Rebmann     |
| Shenja Lacher       | Gregor Limpinski  |
| Maren Kroymann      | Inge Borgmann     |
| Louis Lamprecht     | Wolfgang Borgmann |
| Vilmar Bieri        | Lothar Bischoff   |
| Attila Borlan       | Werner Brandt     |
| Horst Krebs         | Bernd Eiden       |
| Samuel Schnepf      | Benno Borgmann    |

## Ocenění
- „Obzvláště cenný film“ podle Německého filmového a mediálního hodnocení
- Filmový festival Mecklenburg-Vorpommern: cena za režii
- Cena Güntera Rohrbacha režisérovi a producentovi a cena pro Hanno Kofflera a Maxe Riemelta
- Nominace na Televizním filmovém festivalu Baden-Baden